# Davie Selke
Davie Selke (Schorndorf, 20 de enero de 1995) es un futbolista alemán. Juega de delantero y su equipo es el Estambul Başakşehir F. K. Ha sido internacional con la selección alemana en diversas categorías inferiores.

## Trayectoria

### Clubes
Davie Selke nació en el municipio de Schorndorf y se formó en las categorías juveniles del TSG 1899 Hoffenheim, al que se unió proveniente del F. C. Normannia Schwäbisch Gmünd. En 2013 fue transferido al Werder Bremen y ese mismo año jugó veintiséis partidos y anotó nueve goles con el segundo equipo, con el que debutó el 11 de agosto en un encuentro ante el S. V. Meppen. El 3 de noviembre jugó con el primer equipo un partido contra el Hannover 96, que acabó 3:2 a su favor y en el que entró al campo de juego en el minuto 63 en lugar de Clemens Fritz. En abril de 2015 se anunció que Selke ficharía por cinco años con el RB Leipzig cuando la temporada 2014-15 terminara. En junio de 2017 se unió al Hertha Berlín, que pagó ocho millones de euros para comprar su pase, sumados a otros dos millones en bonificaciones. El 31 de enero de 2020 regresó al Werder Bremen como cedido con opción de compra obligatoria en junio de 2021. Pasado ese tiempo volvió a Berlín, donde se mantuvo hasta su salida definitiva a inicios de 2023 para jugar durante año y medio en el F. C. Colonia. Quedó libre en junio de 2024 y unos días después se unió al Hamburgo S. V.
El 11 de julio de 2025 fichó por el Estambul Başakşehir F. K. con un contrato de dos años más un tercero opcional.

### Selección nacional
Selke es hijo de padre etíope y madre alemana. Ha representado a la selección alemana en diversas categorías juveniles, entre ellas la sub-19, con la que anotó catorce goles en quince partidos. El 31 de julio de 2014 participó en la final del Campeonato Europeo de la UEFA Sub-19, donde derrotaron a Portugal por 1:0. Con cinco goles en la fase previa y seis en la definitiva, Selke fue el máximo goleador. En agosto de 2016 participó en los Juegos Olímpicos de Río de Janeiro, donde obtuvieron la medalla de plata tras perder la final con Brasil en tanda de penales. En 2017 ganó la Eurocopa Sub-21, si bien no jugó la final debido a una lesión en el tobillo sufrida en la semifinales frente a Inglaterra.

#### Participaciones en Eurocopas
| Torneo                  | Sede    | Resultado |
| ----------------------- | ------- | --------- |
| Eurocopa Sub-19 de 2014 | Hungría | Campeón   |
| Eurocopa Sub-21 de 2017 | Polonia | Campeón   |

## Estadísticas

### Clubes
La siguiente tabla detalla los encuentros disputados y los goles marcados por Selke en los clubes en los que ha jugado.
| Club                              | Div.          | Temporada     | Liga  | Liga  | Copas nacionales | Copas nacionales | Copas internacionales | Copas internacionales | Total | Total |
| Club                              | Div.          | Temporada     | Part. | Goles | Part.            | Goles            | Part.                 | Goles                 | Part. | Goles |
| --------------------------------- | ------------- | ------------- | ----- | ----- | ---------------- | ---------------- | --------------------- | --------------------- | ----- | ----- |
| Werder Bremen II · Alemania       | 4.ª           | 2013-14       | 26    | 9     | ―                | ―                | ―                     | ―                     | 26    | 9     |
| Werder Bremen II · Alemania       | Total club    | Total club    | 26    | 9     | 0                | 0                | 0                     | 0                     | 26    | 9     |
| Werder Bremen · Alemania          | 1.ª           | 2013-14       | 3     | 0     | ―                | ―                | ―                     | ―                     | 3     | 0     |
| Werder Bremen · Alemania          | 1.ª           | 2014-15       | 30    | 9     | 3                | 1                | ―                     | ―                     | 33    | 10    |
| R. B. Leipzig · Alemania          | 2.ª           | 2015-16       | 30    | 10    | 2                | 0                | ―                     | ―                     | 32    | 10    |
| R. B. Leipzig · Alemania          | 1.ª           | 2016-17       | 21    | 4     | 0                | 0                | ―                     | ―                     | 21    | 4     |
| R. B. Leipzig · Alemania          | Total club    | Total club    | 51    | 14    | 2                | 0                | 0                     | 0                     | 53    | 14    |
| Hertha Berlín · Alemania          | 1.ª           | 2017-18       | 27    | 10    | 1                | 0                | 3                     | 4                     | 31    | 14    |
| Hertha Berlín · Alemania          | 1.ª           | 2018-19       | 30    | 3     | 2                | 1                | ―                     | ―                     | 32    | 4     |
| Hertha Berlín · Alemania          | 1.ª           | 2019-20       | 19    | 1     | 2                | 0                | ―                     | ―                     | 21    | 1     |
| Werder Bremen · Alemania          | 1.ª           | 2019-20       | 11    | 0     | 2                | 1                | ―                     | ―                     | 13    | 1     |
| Werder Bremen · Alemania          | 1.ª           | 2020-21       | 23    | 3     | 3                | 0                | ―                     | ―                     | 26    | 3     |
| Werder Bremen · Alemania          | Total club    | Total club    | 67    | 12    | 8                | 2                | 0                     | 0                     | 75    | 14    |
| Hertha Berlín · Alemania          | 1.ª           | 2021-22       | 25    | 4     | 3                | 1                | ―                     | ―                     | 28    | 5     |
| Hertha Berlín · Alemania          | 1.ª           | 2022-23       | 13    | 1     | 1                | 1                | ―                     | ―                     | 14    | 2     |
| Hertha Berlín · Alemania          | Total club    | Total club    | 114   | 19    | 9                | 3                | 3                     | 4                     | 126   | 26    |
| F. C. Colonia · Alemania          | 1.ª           | 2022-23       | 17    | 5     | ―                | ―                | ―                     | ―                     | 17    | 5     |
| F. C. Colonia · Alemania          | 1.ª           | 2023-24       | 19    | 6     | 2                | 0                | ―                     | ―                     | 21    | 6     |
| F. C. Colonia · Alemania          | Total club    | Total club    | 36    | 11    | 2                | 0                | 0                     | 0                     | 38    | 11    |
| Hamburgo S. V. · Alemania         | 2.ª           | 2024-25       | 31    | 22    | 2                | 1                | ―                     | ―                     | 33    | 23    |
| Hamburgo S. V. · Alemania         | Total club    | Total club    | 31    | 22    | 2                | 1                | 0                     | 0                     | 33    | 23    |
| Estambul Başakşehir F. K. Turquía | 1.ª           | 2025-26       | 0     | 0     | 0                | 0                | 0                     | 0                     | 0     | 0     |
| Estambul Başakşehir F. K. Turquía | Total club    | Total club    | 0     | 0     | 0                | 0                | 0                     | 0                     | 0     | 0     |
| Total carrera                     | Total carrera | Total carrera | 325   | 87    | 23               | 6                | 3                     | 4                     | 351   | 97    |
| 1. 2.                             |               |               |       |       |                  |                  |                       |                       |       |       |

### Selección nacional
La siguiente tabla detalla los encuentros disputados y los goles marcados por Selke con la selección alemana.
| Selección | Año   | Amistoso | Amistoso | Amistoso | Clasificación (1) | Clasificación (1) | Clasificación (1) | Eurocopa (2) | Eurocopa (2) | Eurocopa (2) | Mundial (3) | Mundial (3) | Mundial (3) | Total | Total | Total |
| Selección | Año   | PJ       | G        | A        | PJ                | G                 | A                 | PJ           | G            | A            | PJ          | G           | A           | PJ    | G     | A     |
| --- | ----- | -------- | -------- | -------- | ----------------- | ----------------- | ----------------- | ------------ | ------------ | ------------ | ----------- | ----------- | ----------- | ----- | ----- | ----- |
| Sub-16 · Alemania | 2011  | 1        | 0        | 0        | -                 | -                 | -                 | -            | -            | -            | -           | -           | -           | 1     | 0     | 0     |
| Sub-16 · Alemania | Total | 1        | 0        | 0        | 0                 | 0                 | 0                 | 0            | 0            | 0            | 0           | 0           | 0           | 1     | 0     | 0     |
| Sub-17 · Alemania | 2011  | 4        | 2        | 0        | 1                 | 0                 | 0                 | -            | -            | -            | -           | -           | -           | 5     | 2     | 0     |
| Sub-17 · Alemania | Total | 4        | 2        | 0        | 1                 | 0                 | 0                 | 0            | 0            | 0            | 0           | 0           | 0           | 5     | 2     | 0     |
| Sub-18 · Alemania | 2012  | 2        | 0        | 0        | -                 | -                 | -                 | -            | -            | -            | -           | -           | -           | 2     | 0     | 0     |
| Sub-18 · Alemania | 2013  | 5        | 4        | 0        | -                 | -                 | -                 | -            | -            | -            | -           | -           | -           | 5     | 4     | 0     |
| Sub-18 · Alemania | Total | 7        | 4        | 0        | 0                 | 0                 | 0                 | 0            | 0            | 0            | 0           | 0           | 0           | 7     | 4     | 0     |
| Sub-19 · Alemania | 2013  | 6        | 6        | 0        | 0                 | 0                 | 0                 | -            | -            | -            | -           | -           | -           | 6     | 6     | 0     |
| Sub-19 · Alemania | 2014  | 2        | 1        | 0        | 2                 | 1                 | 0                 | 5            | 6            | 1            | -           | -           | -           | 9     | 8     | 1     |
| Sub-19 · Alemania | Total | 8        | 7        | 0        | 2                 | 1                 | 0                 | 5            | 6            | 1            | 0           | 0           | 0           | 15    | 14    | 1     |
| Sub-20 · Alemania | 2014  | 0        | 0        | 0        | 2                 | 1                 | 0                 | -            | -            | -            | -           | -           | -           | 2     | 1     | 0     |
| Sub-20 · Alemania | 2015  | 0        | 0        | 0        | 1                 | 0                 | 0                 | -            | -            | -            | -           | -           | -           | 1     | 0     | 0     |
| Sub-20 · Alemania | Total | 0        | 0        | 0        | 3                 | 1                 | 0                 | 0            | 0            | 0            | 0           | 0           | 0           | 3     | 1     | 0     |
| Sub-21 · Alemania | 2015  | 1        | 0        | 0        | 3                 | 4                 | 0                 | -            | -            | -            | -           | -           | -           | 4     | 4     | 0     |
| Sub-21 · Alemania | 2016  | 1        | 0        | 0        | 4                 | 4                 | 2                 | -            | -            | -            | -           | -           | -           | 5     | 4     | 2     |
| Sub-21 · Alemania | 2017  | 2        | 0        | 0        | 0                 | 0                 | 0                 | 4            | 2            | 1            | -           | -           | -           | 6     | 2     | 1     |
| Sub-21 · Alemania | Total | 4        | 0        | 0        | 7                 | 8                 | 2                 | 4            | 2            | 1            | 0           | 0           | 0           | 15    | 10    | 3     |
| Olímpica · Alemania | 2016  | 0        | 0        | 0        | -                 | -                 | -                 | -            | -            | -            | 5           | 2           | 1           | 5     | 2     | 1     |
| Olímpica · Alemania | Total | 0        | 0        | 0        | 0                 | 0                 | 0                 | 0            | 0            | 0            | 5           | 2           | 1           | 5     | 2     | 1     |
| Total | Total | 24       | 13       | 0        | 13                | 10                | 2                 | 9            | 8            | 2            | 5           | 2           | 1           | 51    | 33    | 5     |
| (1) Incluye datos de clasificación europea y mundialista. (2) Incluye datos del Campeonato Europeo de la UEFA Sub-19 y Eurocopa Sub-21. (3) Incluye datos de los Juegos Olímpicos. |       |          |          |          |                   |                   |                   |              |              |              |             |             |             |       |       |       |

### Resumen estadístico
| Competición           | Partidos | Goles | Asistencias | Promedio |
| --------------------- | -------- | ----- | ----------- | -------- |
| Liga                  | 173      | 45    | 24          | 0,26     |
| Copas nacionales      | 9        | 2     | 0           | 0,22     |
| Copas internacionales | 3        | 4     | 0           | 1,33     |
| Selecciones juveniles | 51       | 33    | 5           | 0,64     |
| Total                 | 236      | 84    | 29          | 0,35     |

## Palmarés

### Campeonatos internacionales
| Título                        | Equipo (*)            | Sede    | Año  |
| ----------------------------- | --------------------- | ------- | ---- |
| Campeonato de Europa Sub-19   | Selección de Alemania | Hungría | 2014 |
| Plata en los Juegos Olímpicos | Selección de Alemania | Brasil  | 2016 |
| Eurocopa Sub-21               | Selección de Alemania | Polonia | 2017 |

(*) Incluyendo la selección.

### Distinciones individuales
| Distinción                                              | Año  |
| ------------------------------------------------------- | ---- |
| Máximo goleador del Campeonato de Europa Sub-19.        | 2014 |
| Parte del equipo ideal del Campeonato de Europa Sub-19. | 2014 |